# Якобс, Джоуи
Джоуи Якобс (нидерл. Joey Jacobs; род. 10 апреля 2000, Пюрмеренд, Северная Голландия) — нидерландский футболист, защитник клуба «Алмере Сити».
Старший брат Джоуи — Джейми Якобс тоже профессиональный футболист.

## Клубная карьера
Якобс — воспитанник клуба АЗ. 12 октября 2018 года в матче против дублёров «Утрехта» он дебютировал в Эрстедивизи в составе дублёров. В начале 2022 года Якобс на перешёл в «Алмере Сити». 14 января в матче против «Роды» он дебютировал за новую команду. 28 октября в поединке против «Хераклеса» Джоуи забил свой первый гол за «Алмере Сити». В 2023 году игрок помог клубу выйти в элиту. В матче против ситтардской «Фортуны» он дебютировал в Эредивизи.